# Jane Apreece
Jane Apreece (1780. – 1855.) bila je bogata stanovnica Londona koja se kao udovica udala za Sir Humphrya Davya 1812. i tako postala Lady Davy. Brak je bio nesretan i bez djece.